# Bilderbergconferentie 1988

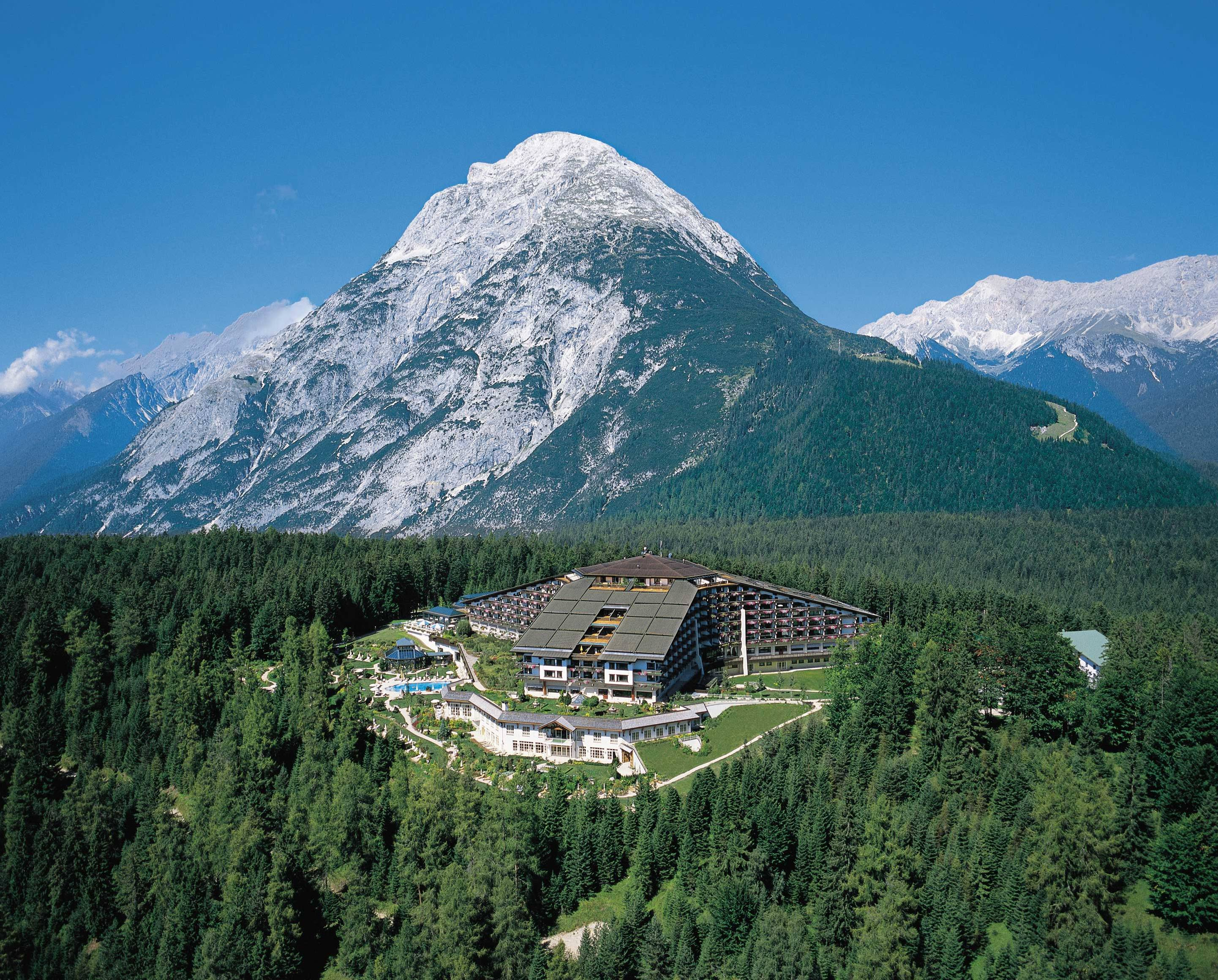
Interalpen-Hotel in Tirol

De Bilderbergconferentie van 1988 werd gehouden van 3 t/m 5 juni 1988  in het Interalpen-Hotel in Telfs-Buchen, Oostenrijk. Vermeld zijn de officiële agenda indien bekend, alsmede namen van deelnemers indien bekend. Achter de naam van de opgenomen deelnemers staat de hoofdfunctie die ze op het moment van uitnodiging uitoefenden.

## Agenda
- What can be done with the world economy: alternative scenarios (Wat kan worden gedaan aan de wereldeconomie: alternatieve scenario's)
- How to handle a world awash with public and private debt? (Hoe om te gaan met een wereld die wordt overspoeld door publieke en private schulden?)
- The German question revisited (De Duitse vraag revisited)
- The new information era (het nieuwe informatietijdperk)
- Briefing on the Moscow summit (samenvattie van de Moskou-top)
- The impact of glasnost (De impact van glasnost)
- Future strategy of the Alliance (toekomstige strategie van de Alliantie)
- The Gulf and Afghanistan  (De Golf en Afghanistan)

## Deelnemers
- Nederland - Koningin Beatrix, staatshoofd der Nederlanden
- Nederland - Ernst van der Beugel, emeritus hoogleraar Internationale Betrekkingen RU Leiden
- Nederland - Hans van den Broek EU-commissaris Europese Unie
- Verenigd Koninkrijk - Lord Roll of Ipsden, conferentievoorzitter, President, S.G. Warburg Group plc
- Nederland - Victor Halberstadt, secretaris conferentie
- Verenigde Staten - Theodore L. Eliot, Jr., secretaris conferentie, Senior Research Fellow, Hoover Institution on War, Revolution and Peace, Stanford University
- Nederland - Conrad J. Oort, penningmeester conferentie, lid raad van bestuur, ABN N.V.; Professor of Money and Banking, Universiteit van Limburg
- Italië - Giovanni Agnelli** President, FIAT S.p.A.
- Denemarken - Tage Andersen*, directeur van Den Danske Bank
- Verenigde Staten - Dwayne O. Andreas, Voorzitter Archer-Daniels-Midland Company, Inc.
- Griekenland - Andreas Andrianopoulos Burgemeester van Piraeus; voormalig minister van Cultuur
- Oostenrijk - Hannes Androsch, voormalig voorzitter van  Creditanstalt-Bankverein; voormalig minister van financiën; voormalig vice-kanselier
- Verenigde Staten - George W. Ball**, voormalig Under-Secretary of State
- Portugal - Francisco Pinto Balsemao*, directeur van Jornal Expresso; voormalig premier
- Spanje - Enrique Baron Crespo, Vice-president van het Europarlement, President van European Movement; voormalig minister van transport
- Verenigde Staten - Jack F. Bennett, directeur en senior vice-president van Exxon Corporation, voormalig Under-Secretary of the Treasury for Monetary Affairs
- Nederland - Ernst H. van der Beugel** Emeritus Professor of International Relations, Leyden University;
- Turkije - Selahattin Beyazit* Directeur van verschillende bedrijven
- IJsland - Bjorn Bjarnason assistent-hoofdredacteur van "Morgunblaðið"
- Canada - Conrad M. Black* Chairman, Argus Corporation Ltd.
- Verenigde Staten - Shirley Temple Black Foreign Affairs Officer, Department of State; Former Ambassador to the Republic of Ghana
- Zwitserland - Franz Blankart State Secretary for External Economic Affairs, Federal Department of Public Economy
- Turkije - Ali Bozer Minister of State
- Verenigde Staten - Nicolas F. Brady Co-Chairman, Dillon, Read & Co., Inc. Former U.S. Senator (Republican, New Jersey)
- Nederland - Hans van den Broek Minister for Foreign Affairs
- Frankrijk - François Bujon de L'Estang Minister Plenipotentiary; Former Adviser for Diplomatic Affairs, Defence and Cooperation in the Cabinet of Mr. Jacques Chirac
- Zweden - Staffan Burenstam Linder President, Stockholm School of Ecnomics; Former Minister of Trade; Former Member of Parliament
- Griekenland - Costa Carras* Director of Companies
- Spanje - Jaime Carvajal Urquijo Chairman and General Manager, Iberfomento
- Spanje - Juan Luis Cebrian Director and Editor-in-Chief, "El Pais"
- Canada - Marshall A. Cohen President, Olympia & York Enterprises Limited
- Portugal - Vitor M. R. Constancio Leader of the Socialist Party; Former Governor, Banco de Portugal; Former Secretary of State for Budget and Planning
- Verenigd Koninkrijk - James Craig Director General, The Middle East Association
- Verenigde Staten - Kenneth W. Dam* Vice President, Law and External Relations, IBM Corporation; Former Deputy Secretary of State
- België - Etienne Davignon* Director, Societe Generale de Belgique; Former Member of the Commission of the European Communities
- Frankrijk - Gerard Eskenazi President, Pargesa Holding S.A.
- Verenigde Staten - Daniel J. Evans U.S. Senator (Republican, Washington State)
- Verenigde Staten - Thomas S. Foley U.S. Representative (Democrat, Washington State)
- Frankrijk - Jean A. François-Poncet Senator; Former Minister for Foreign Affairs
- Verenigde Staten - John R. Galvin Supreme Allied Commander Europe, SHAPE
- Verenigde Staten - Katharine Graham, bestuursvoorzitter van The Washington Post Company
- Canada - Anthony G.S. Griffin** Director of Companies
- Verenigde Staten - Henry A. Grunwald Ambassador to Austria; Former Editor-in-Chief, Time, Inc.
- Zweden - Sten Gustafsson* Chairman of the Board, SAAB-SCANIA AB
- IJsland - Geir Hallgrimsson* Governor, Central Bank of Iceland; Former Prime Minister; Former Minister for Foreign Affairs
- Oostenrijk - Helmut H. Haschek Chairman of the Board, Osterreichische Kontrollbank A.G.
- François Heisbourg Director, The International Institute for Strategic Studies
- Duitsland - Alfred Herrhausen* Managing Director, Deutsche Bank A.G.
- Oostenrijk - Friedrich Hoess Ambassador to the United States of America
- Verenigde Staten - Karen Elliott House Foreign Editor, "The Wall Street Journal"
- Verenigde Staten - William G. Hyland Editor, "Foreign Affairs"
- Oostenrijk - Hans Igler Partner, Schoeller Co. Bankaktiengesellschaft
- Finland - Jaakko Iloniemi Member of the Management Board, Union Bank of Finland; Former Ambassador to the United States of America
- Oostenrijk - Peter Jankowitsch* Chairman of the Foreign Policy Committee of the National Assembly; Former Minister for Foreign Affairs
- Verenigde Staten - Nancy Landon Kassebaum U.S. Senator (Republican, Kansas)
- Verenigde Staten - David T. Kearns Chairman, Xerox Corporation
- Verenigd Koninkrijk - John Keegan, militaire-geschiedkundige en correspondent van The Daily Telegraph
- Verenigde Staten - Lane Kirkland, voorzitter van deAmerican Federation of Labor and Congress of Industrial Organizations (AFL-CIO)
- Verenigde Staten - Henry A. Kissinger* Former Secretary of State; Chairman, Kissinger Associates, Inc.
- Oostenrijk - Thomas Klestil Secretary General, Federal Ministry for Foreign Affairs
- Verenigd Koninkrijk - Andrew Knight* Chief Executive, "The Daily Telegraph"
- Duitsland - Helmut Kohl Federal Chancellor
- Nederland - Max Kohnstamm** Former President, European University Institute
- Verenigde Staten - Pedro Pablo Kuczynski Co-Chairman, First Boston International
- Frankrijk - Marc Ladreit de Lacharriere Director and First Executive Vice President, L'Oreal
- Italië - Giorgio La Malfa National Secretary, PRI (Italian Republican Party)
- Alexandre Lamfalussy General Manager, Bank for International Settlements
- Verenigde Staten - Drew Lewis Chairman, Union Pacific Corporation
- België - André Leysen Chairman of the Board, Gevaert N.V.; Vice Chairman, UNICE (Union of Industrial and Employers Confederations of Europe)
- Zwitserland - Franz J. Lutolf* General Manager and Member of the Executive Board, Swiss Bank Corporation
- Canada - Donald S. MacDonald* Senior Partner, McCarthy & McCarthy
- Nederland - Floris A. Maljers Chairman of the Board of Management, Unilever N.V.
- Stephen N. Marris Senior Fellow, Institute for International Economics; Former Economic Adviser to the Secretary General, OECD
- Verenigde Staten - Charles McC. Mathias, Jr. Partner, Jones, Day, Reavis & Pogue; Former U.S. Senator (Republican, Maryland)
- Frankrijk - Thierry de Montbrial Director, French Institute of International Relations; Professor of Economics, École Polytechnique
- Italië - MarioMonti Professor of Economics, Bocconi University, Milan; Vice Chairman, Banca Commerciale Italiana
- Verenigde Staten - Rupert Murdoch Chairman, News America Publishing
- Nederland - Her Majesty The Queen of the Netherlands
- Nederland - His Royal Highness Prince Claus of the Netherlands
- Oostenrijk - Anton Osond Chairman of the Board of Management, Osterreichische Investitionskredit A.G.
- Griekenland - Theodoros Pangalos Alternate Minister for Foreign Affairs
- Jean-Claude Paye Secretary General, OECD
- Verenigde Staten - Donald E. Petersen Chairman, Ford Motor Company
- Portugal - Francisco Lucas Pires Member of the European Parliament; Former Leader of the Christian Democrats
- Noorwegen - Inger E. Prebensen President, A/S Kjobmandsbanken
- Canada - Grant L. Reuber Deputy Chairman, Bank of Montréal
- Verenigde Staten - Rozanne L. Ridgway Assistant Secretary of State for European and Canadian Affairs
- Verenigde Staten - James D. Robinson III Chairman and Chief Executive Officer, American Express Company
- Verenigde Staten - David Rockefeller** Chairman, Chase Manhattan Bank International Advisory Committee
- Frankrijk - Olivier Roy University Professor and Researcher, CNRS (Centre National de Recherches Scientifiques)
- Verenigde Staten - Charles S. Sanford, Jr. Chariman, Bankers Trust Company
- Turkije - Rustu Saracoglu Governor, Central Bank of Turkey
- Oostenrijk - Guido Schmidt-Chiari Chairman of the Managing Board of Directors, Creditanstalt-Bankverein
- Verenigd Koninkrijk - David G. Scholey Chairman, S.G. Warburg Group plc
- Verenigde Staten - Brent Scowcroft Vice Chairman, Kissinger Associates, Inc.; Former Assistant to President Ford for National Security Affairs
- Verenigde Staten - Jack Sheinkman President, Amalgamated Clothing and Textile Workers Union, AFL-CIO, CLC
- Verenigde Staten - Gary G. Sick Visiting Scholar, Research Institute on International Change, Columbia University
- Canada - Gordon S. Smith Permanent Representative and Ambassador, Delegation of Canada to the North Atlantic Council
- Duitsland - Theo Sommer* Editor-in-Chief, "Die Zeit"
- Italië - Ugo Stille Editor-in-Chief, "Corriere della Sera"
- Finland - Ilkka Suominen Minister of Trade and Industry
- Duitsland - Horst Teltschik Head of the Directorate-General for Foreign and Intra-German Relations, Development Policy and External Security, Federal Chancellery
- Zweden - Anders Thunborg Ambassador to the U.S.S.R.; Former Minister of Defence
- Denemarken - Niels Thygesen Professor of Economics, Universit of Copenhagen
- Oostenrijk - Friedrich Verzetnitsch President, Austrian Trade Union
- Duitsland - Karsten D. Voigt Member of Parliament; SPD Spokesman on Foreign Affairs; Member, SPD Party Leadership
- Verenigde Staten - Paul Volcker, James D. Wolfensohn, Inc.; Former Chairman, Board of Governors of the Federal Reserve System
- Oostenrijk - Franz Vranitzky Federal Chancellor
- Verenigd Koninkrijk - William Waldegrave Minister of Stte for Housing and Planning, Department of the Environment
- Noorwegen - Niels Werring, Jr. Chairman of the Board, Wilh. Wilhelmsen Limited A/S
- Verenigde Staten - Lynn R. Williams* International President, United Steel Workers of America
- Verenigde Staten - James D. Wolfensohn* President, James D. Wolfensohn, Inc.
- Duitsland - Otto Wolff von Amerongen** Chairman of the Supervisory Board, Otto Wolff A.G.
- Verenigde Staten - Walter B. Wriston Former Chairman, Citibank
- Spanje - Juan A. Yanez-Barnuevo Director, Department of International Affairs, Office of the Prime Minister
- Spanje - Emilio de Ybarra y Clurruca Vice Chairman and Managing Director, Banco de Bilbao
- Italië - Paolo Zannoni* President, Fiat Washington, Inc.
- Oostenrijk - Georg Zimmer-Lehmann Senior Advisor to the Managing Board of Director, Creditanstalt-Bankverein
- Verenigde Staten - Grant F. Winthrop Director, Wood, Struthers and Winthrop Management Corporation, rapporteur conferentie
- Spanje - Julio C. Abreu Director General, Central de Congresos; Organizer 1989 Conference
- Nederland - Saskia ten Asbroek Executive Secretary, Bilderberg Meetings
- Oostenrijk - Diemut Kastner Public Relations Department, Creditanstalt-Bankverein; Organizer 1988 Conference
- Verenigde Staten - Charles W. Muller President, Murden & Company,

1954 ·
1955 (1) ·
1955 (2) ·
1956 ·
1957 (1) ·
1957 (2) ·
1958 ·
1959 ·
1960 ·
1961 ·
1962 ·
1963 ·
1964 ·
1965 ·
1966 ·
1967 ·
1968 ·
1969 ·
1970 ·
1971 ·
1972 ·
1973 ·
1974 ·
1975 ·
(1976) ·
1977 ·
1978 ·
1979 ·
1980 ·
1981 ·
1982 ·
1983 ·
1984 ·
1985 ·
1986 ·
1987 ·
1988 ·
1989 ·
1990 ·
1991 ·
1992 ·
1993 ·
1994 ·
1995 ·
1996 ·
1997 ·
1998 ·
1999 ·
2000 ·
2001 ·
2002 ·
2003 ·
2004 ·
2005 ·
2006 ·
2007 ·
2008 ·
2009 ·
2010 ·
2011 ·
2012 ·
2013 ·
2014 ·
2015 ·
2016 ·
2017 ·
2018 ·
2019 ·
2020 ·
2021 ·
2022 ·
2023